# Queer Zagreb
Queer Zagreb je nevladina i neprofitna udruga koja se bavi prezentacijom i produkciju umjetnosti, teorijom i aktivizmom kojima izaziva i propituje (hetero)normirane društvene vrijednosti, te osvješćuje i osnažuje queer identitet u regiji i svijetu.
Vizija Queer Zagreba je da u društvu postoji otvorenost svih prostora i uočavanje normi koje onemogućuju slobodu izražavanja queer-a i subverzije, ali koji bezopasni za druge ljude.
Queer Zagreb je registriran 2003. godine pod nazivom Domino jer hrvatska birokracija nije dozvolila registraciju pod tim imenom.
Queer Zagreb svake godine organizira, uz Zagreb Pride, centralni LGBTIQ događaj godine - Queer Zagreb festival koji je najveći queer festival u jugoistočnoj Europi i okuplja više od 400 izvođača i izvođačica s raznih krajeva svijeta. Festival podrazumjeva kazališnu (npr. Labuđe jezero Raimunda Hoghea), filmsku (filmski program se odvije tokom cijele godine u kinu "Tuškanac"), koncertnu (Radojka Šverko i London Gay Symphony Orchestra u koncertnoj dvorani "Vatroslav Lisinski") i/ili klupsku produkciju, a neki od stalnih instalacija je Queer Zebra Silvia Vujučića iz 2004. koja se nalazi na Starčevićevom trgu u Zagrebu i u Firenci a ima za cilj obići gradove svijeta. Ona teži "remećenju" prometnu signalizaciju na putu prema parku Zrinjevac, inače poznatom po sukobu nakon prvog Zagreb Pride-a 2002 godine. Njezino pojavljivanje izazvalo je prostor mnogim mogućim interpretacijama, tumačenjima, čuđenjima, shvaćena je kao puka dekoracija ali i otovrena provokaca. Nekoliko dana nakon što je projekt završio nepoznata ju je osoba prolila crnom bojom. Osim Queer Zebre, Hrvatsku su obišli jumbo plakati: Lezzbe (projekt Queer u predgrađju) i ..i homofobi su ljudi.
Djelovanje udruge financiraju Europska komisija, Europski socijalni fond, Grad Zagreb, Ministarstvo kulture, Fondacija Heinrich Böll, Ministarstvo demografije, obitelji, mladih i socijalne politike, Nacionalna zaklada za razvoj civilnoga društva, organizacija Georgea Sorosa "Otvoreno društvo" te veleposlanstva Finske, Francuske, Kanade, Švedske, Norveške, Velike Britanije i SAD-a, kao i dva Vladina ureda: Ured za ravnopravnost spolova i Ured za udruge.

## Vanjske poveznice
- Queer Zagreb službene stranice  Arhivirana inačica izvorne stranice od 30. rujna 2009. (Wayback Machine)